# ソユーズT-14
ソユーズT-14 (Союз Т-14 / Soyuz T-14) は、宇宙ステーション・サリュート7号への往来を目的とした、9回目の有人ミッションである。
ソユーズT-14によって、ソユーズをサリュート7号の医療用緊急避難船として維持するノウハウが蓄積された。船長のワチューチンが病気に倒れ、6ヶ月が予定されていたミッションを早期に切り上げざるを得なくなった。
このミッションの大きな目的は、改良したTKSをコスモス1686号として使い、また未来の宇宙ステーションに向けて宇宙遊泳を行うことだった。1つ目の目的は10月2日に達成された。しかし、10月末にワチューチンが病気になったため、ソユーズTM-14の乗組員は2つ目の目的を果たすことができなかった。
11月13日、乗組員たちは、コントロールセンターとの緊急通信を行い、その直後に地球に帰還することになった。アメリカ航空宇宙局によると、ロシア連邦宇宙局の心理学者は、ソユーズT-14の帰還が早まったのは、乗組員の"mood and performance issue"のためだったと結論づけたという。また別の説によると、船長は尿路感染症により高熱が出たと言われている。

## 乗組員

### 出発時
- ウラジーミル・ヴァシューチン (1)
- ゲオルギー・グレチコ (3)
- アレクサンドル・ヴォルコフ (1)

### 帰還時
- ウラジーミル・ヴァシューチン (1)
- ヴィクトル・サヴィヌイフ（2）
- アレクサンドル・ヴォルコフ (1)

### バックアップ
- アレクサンドル・ヴィクトレンコ
- ゲンナジー・ストレカロフ
- Yevgeni Saley